# Škofija Poreč in Pulj
Škofija Poreč in Pulj (hrvaško Porečka i Puljska biskupija, italijansko Diocesi di Parenzo e Pola, latinsko Dioecesis Parentina et Polensis) je rimoskokatoliška škofija v Istri, ena od hrvaških škofij, ki so sufragansko podrejene Nadškofiji Reka. Škofija ima dva škofijska sedeža, enega v Poreču in drugega v Pulju. 

## Pomembne cerkve
Škofijski sedež je v stolnici Marijinega vnebovzetja v Poreču, ki je kot Evfrazijeva bazilika vpisana na Unesco-v seznam svetovne kulturne dediščine. Sostolnica je sostolnica Marijinega vnebovzetja v Pulju. Nekdanji stolnici sta tudi cerkev sv. Pelagije v Novigradu in cerkev Marijinega oznanjenja v Pičnu.

## Zgodovina
Poreška škofija je bila ustanovljena že v 3. stoletju, ko se omenja tudi njen prvi škof sv. Maver Poreški. Na podlagi papeške bule Locum Beati Petri papeža Leona XII., izdane 30. junija 1828, je bila združena z v 8. stoletju ustanovljeno Puljsko škofijo. Na podlagi te bule so bile ukinjene tudi škofije v Novigradu, Rabu in Osorju, katerih deli so bili priključeni sosednjim škofijam.
Ob izbruhu Prve svetovne vojne so bile tako v Istri le še tri škofije: Tržaško-Koprska, Poreška in Puljska in Krška. Prvi dve sta imeli ozemlji na polotoku, tretja pa na kvarnerskih otokih. Poreško in Puljska škofija je obsegala področje večine Istre, od Pulja na jugu do reke Mirne in Plomina na severu. Ko so po letu 1945 od Tržaške škofije ločeni deli prešli pod upravo Jugoslavije, je bila zanje ustanovljena apostolska administratura, s sedežem v Pazinu. Slovenski del ozemlja te administrature je bil 17. oktobra 1977 pripojen ponovno samostojni Koprski škofiji, hrvaški del pa Poreški in Puljski škofiji. Sedanje meje so bile potrjene na podlagi bule Prioribus saeculi papeža Pavla VI. iz leta 1977. Škofijske meje so v veliki meri identične meji Istrske županije, z izjemo dela severne Čičarije, kjer župniji Dane in Vodice spadata pod upravo Nadškofije Reka. Poreška in Puljska škofija obsega tudi območja nekdanjih škofij v Pičnu in Novigradu.

## Škofje in apostolski upravitelji
Poreško-Puljski škofje (od 1827):
- Anton(io) Peteani (1827–1857)
- Juraj Dobrila (1857–1875)
- Ivan Nepomuk Glavina (1878–1882)
- Alojzij Matija Zorn (1882–1883)
- Ivan Krstnik Flapp (1884–1912)
- Trifun Pederzolli (1913–1941)
- Rafael Mario Radossi (1941–1947)

Pazinski apostolski upravitelji:
- Mihael Toroš (1947–1949)
- Dragutin Nežić (1949–1960)

Poreško-Puljski škofje (po 1960):
- Dragutin Nežić (1960–1984)
- Antun Bogetić (1984–1997)
- Ivan Milovan (1997–2012)
- Dražen Kutleša (2012–2020)
- Dražen Kutleša (apostolski upravitelj) (2020–2023)
- Ivan Štironja (od 2023)